# Situla rineharti
Situla rineharti är en sjöpungsart som beskrevs av Monniot 1989. Situla rineharti ingår i släktet Situla och familjen Octacnemidae. Inga underarter finns listade i Catalogue of Life.